# Li Yiqing
Li Yiqing (* 21. August 2005) ist ein chinesischer Leichtathlet, der sich auf den Sprint spezialisiert hat.

## Sportliche Laufbahn
Erste internationale Erfahrungen sammelte Li Yiqing im Jahr 2024, als er bei den U20-Asienmeisterschaften in Dubai in 3:22,46 min die Goldmedaille mit der chinesischen Mixed-Staffel über 4-mal 400 Meter gewann und über 400 Meter in 46,61 s die Silbermedaille gewann. Bei den World Athletics Relays 2025 in Guangzhou belegte er mit der Männerstaffel in 3:06,33 min den achten Platz im Finale und sicherte dem Team damit einen Startplatz bei den Weltmeisterschaften in Tokio. Anschließend verhalf er dem Team bei den Asienmeisterschaften in Gumi zum Finaleinzug und trug somit zum Gewinn der Bronzemedaille bei.
2023 wurde Li chinesischer Meister in der Mixed-Staffel über 4-mal 400 Meter.

## Persönliche Bestleistungen
- 200 Meter: 21,31 s (+0,4 m/s), 6. August 2022 in Chengdu
- 400 Meter: 46,29 s, 24. April 2024 in Dubai
  - 400 Meter (Halle): 47,23 s, 16. März 2024 in Nanjing